# Pascal Hens
Pascal Hens, nemški rokometaš, * 26. marec 1980, Daun.
Leta 2004 je na poletnih olimpijskih igrah v Atlanti v sestavi nemške reprezentance osvojil srebrno olimpijsko medaljo.